# Únos českých turistek v Balúčistánu
Dvě české turistky Antonie Chrástecká a Hana Humpálová byly uneseny 13. března 2013 v jihozápadním Pákistánu v provincii Balúčistán, kam přijely ze sousedního Íránu. Cílem jejich cesty byla Indie.

## Průběh únosu a požadavky únosců
Obě turistky cestovaly linkovým autobusem, v němž byl přítomen policista vyzbrojený samočinnou puškou AK-47. Neznámí ozbrojenci v uniformách, které řidič autobusu považoval za policisty, zastavili autobus. Poté dva únosci pronikli do autobusu, policistu odzbrojili a oběma ženám přikázali přestoupit do přistaveného terénního vozidla. Výměnou za propuštění žen požadovali únosci propuštění pákistánské neuroložky Áfíji Siddíkíové, která byla odsouzena za pokus o vraždu a v současnosti je v americkém vězení. Posledním veřejně známým kontaktem s unesenými ženami bylo do jejich propuštění video z 30. října 2013. Případ se řešil na všech diplomatických úrovních včetně prezidentů.

## Propuštění
Obě ženy byly propuštěny na svobodu v březnu 2015 po dvouměsíčním vyjednávání turecké nevládní humanitární organizace IHH (İHH İnsani Yardım Vakfı), na kterou se obrátily rodiny žen poté, co všechny ostatní možnosti selhaly.

## Zveřejnění údajů o výkupném a o údajném pozdějším osudu unesených
Chrástecká po propuštění pracovala v kladenské neziskové organizaci a Humpálová údajně přestoupila na islám. Týdeník Respekt zveřejnil informaci, že se Humpálová na podzim 2015 pokusila ke svým únoscům vrátit. Bezpečnostní expert Adam Dolník, který disponuje interními informacemi o případu, ale pro server Lidovky.cz obvinil Respekt ze lží, neboť Hana Humpálová ve skutečnosti jela do Turecka na dovolenou a to i s rodinou. Respekt reagoval, že netvrdí, že se chtěla vrátit k únoscům, ale že v cestě do Turecka spatřovaly riziko bezpečnostní složky.
V únoru 2016 dále Respekt zveřejnil utajovanou informaci, že vláda ČR zaplatila za jejich propuštění částku ve výši 6 miliónů dolarů (zhruba 150 milionů korun). Výši výkupného následně potvrdil prezident Miloš Zeman v diskusi s občany v Kornaticích na Rokycansku, což kritizoval kromě jiných opět Adam Dolník: Je to strašně nebezpečné, je to nebezpečné z logického důvodu, že tím ten stát jaksi vytváří očekávání únosců, kolik tak mohou dostat peněz za občana toho daného státu, pokud ten člověk bude unesen.

## Odraz v kultuře
V roce 2023 byla natočena televizní minisérie Extraktoři, která je inspirována příběhem dvou tuzemských dívek a o jejich únosu v Pakistánu. Seriál byl natočen pod značkou Voyo Originál.